# Дуат
Дуат (коптски Аментес) је староегипатски појам који означава загробни свет у који покојник ступа након сахране и поновног рођења. Према веровању, загробни свет је подељен на два дела. Мрачно Царство мртвих се налази испод Земље са десне стране Нила, док је светли део „Тађесер“ на источној страни неба. Бог Озирис влада из дела Тађесера под именом Аару (староегипатски митолошки рај). На источном и западном хоризонту додирују се подземни и небески Дуат. 
Мртви би на путу кроз Дуат пролазили кроз низ капија и искушења (на пример, сретали би демоне). Књига мртвих, други текстови и амајлије у саркофазима били су упутства за покојнике како да прођу кроз све опасности и достигну блажени живот међу боговима који симболизује анк. Они који би успешно прошли сва искушења стигли би до суда за мртве душе, где би им Анубис вагала срце. Ако би душа покојника била оцењена као праведна допуштало бу му се да крене ка Аару. 